# Манджукова, Райна
Райна Димитрова Манджукова (в девичестве — Бурлакова; р. 20 октября 1970) — журналист, автор и дирижер болгарских телешоу за рубежом. Ныне — член Общественного совета по делам болгар за рубежом, учредитель награды «Болгарин года» и соучредитель АВТС.

## Биография
Райна Маджукова родилась под именем Раиса Дмитриева Бурлакова в семье из четырех детей в болгарской деревне Кайраклия (ныне Лошкиновка) в украинской части Бессарабии. Ее мать Мария, а отец Димитар. 
В 1988 году она окончила Государственный педагогический институт в городе Измаил (Украина). 
Впервые приехала в Болгарию с танцевальным ансамблем, где исполняла народные танцы. В 1989 году она продолжила обучение в Софийском университете, где изучала болгарский и русский языки и литературу. После окончания университета она была назначена в Агентство по делам болгар за рубежом, где работала до 2007 года, после чего уехала воплощать свою мечту - телешоу для болгар за границей.
Манджукова является соучредителем Ассоциации болгарских школ за рубежом (ABTC). Она также является автором стихов и прозы в периодической печати сборника публикаций «Болгарский перекресток» (София, 2009). В соавторстве с историком Пламеном Павловым опубликована ее работа «История Болгарии - энциклопедия для маленьких и взрослых детей» (София, 2011). Она является составителем и редактором сборника стихов "Во тьме предчувствий" (2001) и «Черные мысли, белые заклинания» (2011) Пламена Павлова, «По-Диогенски» (2005) Лилли Спасовой,  "Песня о кукушке" (2010) Софи Мале и Афродита Стеро.
С 2007 года она является автором и дирижером шоу «Облачно-белое» (с перерывом во времени, когда она является председателем Государственного агентства по делам молодежи и спорта) на телеканале SKAT, посвященном болгарам за пределами нынешних границ Болгарии.
С 12 августа 2009 года по 26 мая 2010 года она также является председателем Государственного агентства по делам болгар за рубежом. Как председатель Государственного агентства по делам беженцев она выступает за более полную координацию государственной политики в отношении болгарских общин за рубежом, за развитие болгарских школ и средств массовой информации за рубежом и т. д. 
В 2016 году вместе с другими бессарабскими болгарами она участвовала в создании и вошла в состав правления неправительственной организации «Центр бессарабских болгар в Болгарии» (CBBB). 
Также она является членом Общественного совета по делам болгар за рубежом при вице-президенте Республики Болгария Илиане Йотовой.  Помимо прочего она учредила награду «Болгарин года» во имя святой Златы Магленской.